# Sesamoides
Sesamoides, en botànica, és un gènere de plantes dins la família resedàcia del sud-oest europeu. Consta de 9 espècies de les quals als Països Catalans només és autòctona l'astrocarp (Sesamoides canescens) que es fa només als Pirineus.

## Espècies
- Sesamoides canescens
- Sesamoides clusii
- Sesamoides interrupta
- Sesamoides latifolia
- Sesamoides prostrata
- Sesamoides purpurascens
- Sesamoides pygmaea
- Sesamoides spathulifolium
- Sesamoides suffruticosa